# 133-as busz (Budapest, 1977–1979)
A budapesti 133-as jelzésű autóbusz az Örs vezér tere és a Szentmihályi út között közlekedett körforgalomban. A Füredi utcát érintve érte el a Szentmihályi utat, majd az Ond vezér útján tért vissza az Örs vezér terére. A viszonylatot a Budapesti Közlekedési Vállalat üzemeltette.

## Története
A frissen felépült Füredi utcai lakótelep kiszolgálására másodikként a 31C buszjárat indult el 1976. március 1-jén. Az Örs vezér terétől a Füredi utcán át a Szentmihályi útig közlekedett, majd az Ond vezér útján tért vissza az Örs vezér terére. Az ellenkező irányban a 130-as buszok közlekedtek. 1977. január 1-jén a 133-as jelzést kapta. 1979. augusztus 26-án megszűnt, a 131-es-es és 133-as buszok forgalmát a 81-es trolibusz vette át, mely a Füredi utcát nem érintette, illetve a Fogarasi útig közlekedett.

## Útvonala
| Örs vezér tere → Szentmihályi út → Örs vezér tere                                                      |
| --- |
| Örs vezér tere vá. – Füredi utca – Szentmihályi út – Ond vezér útja – Füredi utca – Örs vezér tere vá. |

## Megállóhelyei
| 0 | Örs vezér tere végállomás | |
| 2 | Füredi utca 7.            | 130, 131 |
| 3 | Vezér utca                | 130, 131 64 |
| 4 | Szentmihályi út           | 130, 131 |
| 5 | Ond vezér útja            | 130 |
| 6 | Ond vezér park            | 130 |
| 7 | Füredi utca               | 130, 131 |
| 9 | Örs vezér tere végállomás | Gödöllői és csömöri HÉV 31, 32, 32, 44, 44A, 45, 46, 61, 61E, 67, 76, 85, 85A, 85, 100, 130, 131, 132, 144, 145 13, 62 |